# Lutjanus dentatus
Lutjanus dentatus är en fiskart som först beskrevs av Duméril, 1861.  Lutjanus dentatus ingår i släktet Lutjanus och familjen Lutjanidae. Inga underarter finns listade i Catalogue of Life.  Fiskartens utbredningsområde är östra Atlanten från Senegal till Angola. Främst förekommer den i Guineabukten.